# Sergei Lepmets
Sergei Lepmets est un footballeur international estonien né le 5 avril 1987 à Tallinn en Estonie (à l'époque soviétique) jouant au poste de gardien de but pour le FCI Levadia Tallinn.

## Palmarès
FC Levadia Tallinn
- Championnat d'Estonie (3) : 2007, 2008, 2009
- Coupe d'Estonie (3) : 2007, 2010, 2018
- Supercoupe d'Estonie (1) : 2010